# Golf de Hammamet

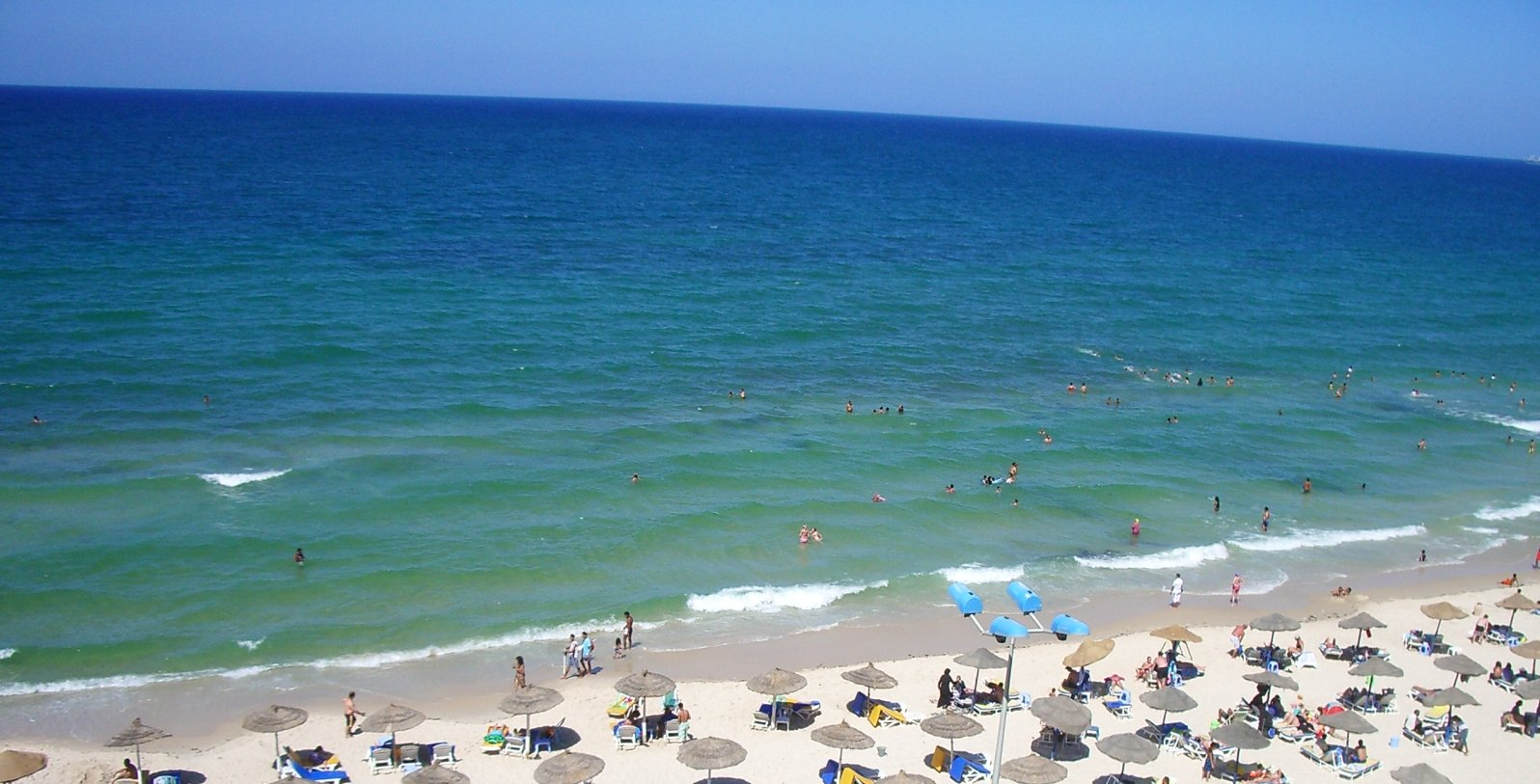
El golf d'Hammamet vist des de Sussa

El golf d'Hammamet és la zona de la mar Mediterrània que s'endinsa cap a Tunísia entre la península de Cap Bon i Monastir, i que rep el seu nom per la ciutat d'Hammamet que es troba a prop de la costa sud de la península del Cap Bon, i que de fet inicia el golf. Els principals ports i viles de la costa són Hammamet, Hergla, Sussa i Monastir, i els annexes turúistics (Yasmine Hammamet i Port el Kantaoui. Hi ha un far a Monastir. És la principal zona turística del país juntament amb l'illa de Gerba.